# TLC: Tables, Ladders & Chairs 2014
TLC: Tables, Ladders & Chairs 2014 (noto anche come TLC: Tables, Ladders, Chairs...and Stairs) è stata la sesta edizione dell'omonimo evento in pay-per-view prodotto annualmente dalla WWE. L'evento si è svolto il 14 dicembre 2014 alla Quicken Loans Arena di Cleveland (Ohio).

## Storyline
Il 23 novembre, alle Survivor Series, Bray Wyatt ha sconfitto Dean Ambrose per squalifica poiché quest'ultimo lo colpisce con una sedia durante il match per poi infierire su di lui con tavoli e altre sedie. Nella successiva puntata di Raw, Wyatt si vendica allo stesso modo e, poco dopo, viene annunciato un Tables, Ladders and Chairs match tra i due all'omonimo evento.
Nella puntata di Raw del 24 novembre Daniel Bryan è tornato nello show rosso come General Manager per la serata ed ha costretto Kane a servire da mangiare al pubblico per tutto il resto della serata. In seguito Ryback ha attaccato Kane dopo che questi gli ha gettato addosso un hot-dog. Nella puntata di SmackDown del 28 novembre Kane ha dunque interferito nel match tra Ryback e Seth Rollins, infierendo successivamente sullo stesso Ryback con una sedia. Bryan, ospite anche di questa serata, ha poi sancito un Chairs match tra Kane e Ryback per TLC.
Alle Survivor Series, il Team Cena (Big Show, Dolph Ziggler, Erick Rowan, John Cena e Ryback) ha sconfitto il Team Authority (Kane, Mark Henry, l'Intercontinental Champion Luke Harper, lo United States Champion Rusev e Seth Rollins) grazie al decisivo aiuto del debuttante Sting, estromettendo così l'Authority dal potere. Nella puntata di Raw del 1º dicembre Seth Rollins ha tentato di convincere John Cena a riportare l'Authority al potere, ma l'anonimo General Manager di Raw li ha interrotti stabilendo un Tables match tra i due per TLC; in cui se Cena dovesse perdere, perderebbe anche il suo status di contendente n°1 al WWE World Heavyweight Championship di Brock Lesnar (ottenuto dopo aver sconfitto Randy Orton in un Hell in a Cell match all'omonimo evento).
Nella puntata di Raw del 1º dicembre gli Usos (Jey Uso e Jimmy Uso) hanno vinto un Tag Team Turmoil match, ottenendo così la nomina di primi sfidanti al WWE Tag Team Championship di The Miz e Damien Mizdow per TLC.
Nella puntata di Raw del 24 novembre, Erick Rowan ha attaccato Big Show per vendicarsi del tradimento di quest'ultimo alle Survivor Series. Nella puntata di Raw del 1º dicembre Rowan sconfigge Big Show per squalifica dopo che questi lo ha attaccato con dei gradoni d'acciaio che permettono di salire sul ring; la sera stessa l'ex membro della Wyatt Family si è vendicato colpendo Big Show con gli stessi gradoni d'acciaio grazie all'aiuto di Cena, Ryback e Dolph Ziggler. Nella puntata del 2 dicembre di Main Event è stato annunciato che Big Show e Rowan si sarebbero affrontati a TLC nel primo Steel Stairs match della storia.
Nella puntata di Raw del 17 novembre, Luke Harper ha sconfitto Dolph Ziggler conquistando così l'Intercontinental Championship grazie all'aiuto di Seth Rollins e della J&J Security (Jamie Noble e Joey Mercury). Dopo le Survivor Series, Harper è stato costretto a difendere il titolo intercontinentale contro Ziggler per due volte consecutive (nelle puntate di SmackDown del 28 novembre e del 5 dicembre), in cui Harper ha mantenuto il titolo prima per count-out e poi per squalifica. Il 5 dicembre, dopo che Harper ha attaccato Ziggler con una scala, è stato stabilito tra i due un Ladder match a TLC per l'Intercontinental Championship.
Nella puntata di SmackDown del 28 novembre ha debuttato la stable del New Day, formata da Big E, Kofi Kingston e Xavier Woods. Nella puntata di Raw del 1º dicembre i primi due hanno eliminato Gold e Stardust dal Tag Team Turmoil match per decretare i contendenti n°1 al WWE Tag Team Championship, ma successivamente i due fratelli Rhodes hanno distratto gli stessi causando la loro eliminazione dal match e, nella puntata dell'8 dicembre di Raw, è stato annunciato un Tag Team match tra i quattro nel Kick-Off di TLC. 
Nella puntata di Raw del 1º dicembre, Jack Swagger ha trovato il suo mentore Zeb Colter svenuto in un corridoio; lo United States Champion Rusev confessa di essere stato lui l'autore dell'attacco, per poi subire la vendetta dello stesso Swagger. Nella puntata di Raw dell'8 dicembre è stato sancito un match per lo United States Championship tra Rusev e Swagger per TLC.
Il 23 novembre, alle Survivor Series, Nikki Bella ha sconfitto AJ Lee conquistando così il Divas Championship. Nella puntata di Raw dell'8 dicembre è stato sancito il rematch per il titolo tra Nikki e AJ per TLC.

## Risultati
| #       | Incontri                                                            | Stipulazioni                                                                         | Durata |
| ------- | ------------------------------------------------------------------- | ------------------------------------------------------------------------------------ | ------ |
| Kickoff | Il New Day ha sconfitto Goldust e Stardust                          | Tag team match                                                                       | 11:40  |
| 1       | Dolph Ziggler ha sconfitto Luke Harper (c)                          | Ladder match per il WWE Intercontinental Championship                                | 16:40  |
| 2       | Gli Usos hanno sconfitto Damien Sandow e The Miz (c) per squalifica | Tag team match per il WWE Tag Team Championship                                      | 07:17  |
| 3       | Big Show ha sconfitto Erick Rowan                                   | Steel stairs match                                                                   | 11:14  |
| 4       | John Cena ha sconfitto Seth Rollins                                 | Tables match per determinare il primo sfidante al WWE World Heavyweight Championship | 21:25  |
| 5       | Nikki Bella (c) (con Brie Bella) ha sconfitto AJ Lee                | Single match per il WWE Divas Championship                                           | 07:38  |
| 6       | Ryback ha sconfitto Kane                                            | Chairs match                                                                         | 09:50  |
| 7       | Rusev (c) (con Lana) ha sconfitto Jack Swagger per sottomissione    | Single match per il WWE United States Championship                                   | 04:50  |
| 8       | Bray Wyatt ha sconfitto Dean Ambrose                                | Tables, ladders and chairs match                                                     | 26:58  |